# Phoebis neocypris
Phoebis neocypris is een vlindersoort uit de familie van de Pieridae (witjes), onderfamilie Coliadinae.
Phoebis neocypris werd in 1823 beschreven door Hübner.